# 五百蔵左馬進
五百蔵 左馬進（いおろい さまのしん、生年不明 - 天正14年12月12日（1587年1月20日））は、戦国時代から安土桃山時代にかけての武将。長宗我部氏の家臣。
五百蔵筑後守の子で、兄弟に六之進がいる。
天正14年12月12日に、六之進と共に戸次川の戦いで討死した。